# Барыкино (Луганская область)
Барыкино (укр. Барикине) — село в Сватовском районе Луганской области Украины.
Население по переписи 2001 года составляло 120 человек. Почтовый индекс — 92655. Телефонный код — 6471. Занимает площадь 0,002 км². Код КОАТУУ — 4424084002.

## Местный совет
92654, Луганська обл., Сватівський р-н, с. Містки, вул. Радянська, 14  (укр.)